# Ley de régimen laboral juvenil del Perú
La Ley Nº 30288, Ley que promueve el acceso de Jóvenes al Mercado Y CAMPO Laboral y a la Protección Social, conocida como la Ley de régimen laboral juvenil o la Ley Pulpin fue una ley de la República del Perú que creó un régimen laboral especial para jóvenes de entre 18 y 24 años con el objetivo de formalizar el empleo juvenil Dicha ley se aprobó en el Congreso el 11 de diciembre de 2014 con 68 votos a favor, 12 en contra y 11 abstenciones y fue promulgada el 16 de diciembre. Sin embargo, el 26 de enero de 2015 el Congreso derogó la ley.
La ley fue objeto de polémica y diversas críticas. Daba beneficios tributarios a las empresas, reducía los costos laborales de los empleadores pero recorta beneficios laborales a los jóvenes, además es muy dependiente de la fiscalización y del control. Por otro lado, hay quienes opinan que esta ley permitiría solucionar el problema de la informalidad laboral de los jóvenes y compensar la baja productividad de esta población.

## Antecedentes
El proyecto de ley forma parte del quinto paquete de medidas para reactivar la economía. El proyecto de ley fue de iniciativa del Ministerio de Economía y Finanzas y consensuado con el Ministerio del Trabajo y Promoción del Empleo.
- El 5 de noviembre, la Presidencia del Consejo de Ministros envía el proyecto de ley al Congreso.
- El 10 de noviembre, el proyecto de ley entra a la comisión de trabajo.
- El 28 de noviembre, la comisión de trabajo debatió y aprueba el expediente del proyecto de ley.
- El 4 de diciembre se aprueba en primera votación con 57 votos a favor, 17 en contra y 8 abstenciones.
- El 10 de diciembre, se vota a favor de exonerar a la ley del plazo según el reglamento del congreso.
- El 11 de diciembre de 2014, se aprueba en segunda votación con 68 votos a favor, 12 en contra y 11 abstenciones.
- El 16 de diciembre se promulga la ley.[20]

### Desempleo juvenil
Según el ministro de trabajo, el régimen laboral juvenil busca reducir el desempleo.
Para la Organización Internacional del Trabajo, el índice de desempleo entre 18 a 25 años es de 18%. Por otro lado, el Perú es el segundo país con menor tasa de desempleo juvenil en latinoamericana con el 8.9% de desempleo e indica que uno de los problemas que debe resolver es la informalidad y las condiciones laborales.
Según datos del INEI desde el año 2004 al 2012 el desempleo entre las edades 14 a 24 años se redujo de 15,2% a 12,3%.

### Informalidad
Según el ministro de economía, el régimen laboral juvenil busca reducir la informalidad.
Según Comex, las pymes (micro y pequeñas empresas) representa el 81% de los empleos en el Perú del cual, según el ministerio de trabajo, 2.4 millones de trabajadores son trabajadores informales que representa el 88% del total.
Para algunos, los beneficios a las pymes de este régimen serían similares al régimen laboral de la Micro y Pequeña Empresa que representa hasta un 29% de los costos laborales.
, a diferencia de las grandes empresas serían las más beneficiadas para contratar cuantitativamente resultando más barato que lo normal, reduciendo de 59% a 15% bajo el régimen juvenil, sin embargo para la Confiep esta ley no le resultaría beneficioso para las grandes empresas, ya que compiten por brindar mejores condiciones laborales.
|  | 78 % |

|  | 8 % |

|  | 5 % |

|  | 8 % |

|  | 78 % |

|  | 8 % |

|  | 5 % |

|  | 8 % |

|  | 11,2 % |

|  | 88,8 % |

|  | 11,2 % |

|  | 88,8 % |

## Votaciones

### Aprobación
En la siguiente tabla se recoge la votación de la aprobación del proyecto de ley del régimen laboral juvenil en el Congreso.
| Grupo Parlamentario | Grupo Parlamentario            | Sí | No | Abstención |
| ------------------- | ------------------------------ | -- | -- | ---------- |
|                     | Gana Perú                      | 17 | 1  | 2          |
|                     | Fuerza Popular                 | 24 | 0  | 3          |
|                     | Perú Posible                   | 6  | 0  | 2          |
|                     | PPC-APP                        | 5  | 0  | 0          |
|                     | Solidaridad Nacional           | 3  | 1  | 0          |
|                     | Concertación Parlamentaria     | 6  | 0  | 0          |
|                     | Acción Popular - Frente Amplio | 2  | 4  | 2          |
|                     | Unión Regional                 | 2  | 0  | 0          |
|                     | Dignidad y Democracia          | 0  | 6  | 0          |
|                     | Sin bancada                    | 1  | 0  | 1          |
|                     | Total                          | 68 | 12 | 11         |

### Derogatoria
En la siguiente tabla se recoge la votación de la derogatoria de la ley del régimen laboral juvenil en el Congreso.
| Grupo Parlamentario | Grupo Parlamentario            | Sí | No | Abstención |
| ------------------- | ------------------------------ | -- | -- | ---------- |
|                     | Gana Perú                      | 8  | 17 | 4          |
|                     | Fuerza Popular                 | 30 | 0  | 0          |
|                     | Perú Posible                   | 9  | 0  | 0          |
|                     | PPC-APP                        | 5  | 1  | 0          |
|                     | Solidaridad Nacional           | 4  | 0  | 1          |
|                     | Concertación Parlamentaria     | 8  | 0  | 0          |
|                     | Acción Popular - Frente Amplio | 8  | 0  | 0          |
|                     | Unión Regional                 | 5  | 0  | 0          |
|                     | Dignidad y Democracia          | 8  | 0  | 0          |
|                     | Sin bancada                    | 3  | 0  | 0          |
|                     | Total                          | 88 | 18 | 5          |

## Contenido
Según el proyecto de ley, tiene por objeto mejorar y promover la contratación de jóvenes desocupados.
La ley se aplica en el sector privado que incorporen por primera vez en planilla o se encuentren desocupados los jóvenes de 18 - 24 años. El régimen laboral es de carácter opcional para el empleador y aplica solo a los que no tengan infracciones en la normativa sociolaboral. No es válido para los jóvenes contratados bajo el régimen laboral general que cesen después de entrada en vigencia, y vuelvan a ser contratados. Se planteó que la vigencia de la ley sea de 5 años.

### Del contrato
El contrato es expreso, a tiempo completo y se fijará las condiciones y actividades que realizara el joven. El contrato se realizará por escrito, firmado por triplicado y llevado a la Autoridad Administrativa del Trabajo. El plazo de duración del contrato es de 1 año a 3 años dentro del rango de edad fijado. Dejará de ser apto si se continúa laborando después del plazo estipulado, después de cumplir los 25 años o ante la existencia de simulación de fraude.

### Derechos laborales
Los derechos laborales del régimen son 15 días de descanso por cada año, afiliación obligatoria al Seguro Social de Salud, afiliación obligatoria a  cualquier régimen provisional, inscripción automática a la Ventanilla Única de Promoción del Empleo y la reparación en caso de ser despedido es de 20 remuneraciones por día, por cada mes dejado, hasta un máximo de 120.

#### Diferencias
En la siguiente tabla se recogen las diferencias entre el régimen general y el régimen juvenil.
| Régimen                         | régimen general | régimen juvenil |
| ------------------------------- | --------------- | --------------- |
| Planillas                       | Sí              | Sí              |
| Seguro de salud                 | Sí              | Sí              |
| Seguro de pensiones             | Sí              | Sí              |
| CTS                             | Sí              | No              |
| Gratificaciones                 | Sí              | No              |
| Asignación familiar             | Sí              | No              |
| Seguro de vida                  | Sí              | No              |
| Utilidades                      | Sí              | No              |
| Crédito fiscal por capacitación | No              | Sí              |
| Vacaciones                      | 30 días         | 15 días         |

| Régimen             | régimen general | régimen juvenil |
| ------------------- | --------------- | --------------- |
| Remuneración bruta  | 100.0           | 100.0           |
| Asignación familiar | 4.3             |                 |
| Vacaciones          | 8.7             | 4.2             |
| Gratificaciones     | 17.4            |                 |
| CTS                 | 10.1            |                 |
| Seguro de riesgo    | 1.1             |                 |
| Seguro de vida      | 0.3             |                 |
| Essalud             | 11.0            | 9.0             |
| Senati              | 0.9             | 0.8             |
| Pensiones           | 15.8            | 13.0            |
| Total               | 169.6           | 126.9           |

### Incentivos
Los jóvenes contratados bajo este régimen tendrán el derecho a un crédito tributario contra el Impuesto a la Renta equivalente al monto gastado en la capacitación, que no exceda el 2% de la planilla anual de los trabajadores.
El estado asumirá el costo del seguro social de los jóvenes correspondiente al primer año solo en micro- y pequeña-empresa.

## Impacto social

### Crítica general
El 18 de diciembre de 2014, se iniciaron las protestas en el centro de Lima, las cuales se extendieron a los distritos de Lince, San Isidro y Miraflores, convocados por colectivos y asociaciones civiles. En la marcha se produjeron detenciones y represión policial y actos de vandalismo por parte de cierto grupo de manifestantes. Las manifestaciones en Lima convocaron alrededor de 4 mil manifestantes, y dejaron seis heridos y 23 detenidos. También se realizaron protestas en Arequipa, Chimbote, Huancayo, Ica, Piura, y Trujillo.
El 22 de diciembre de 2014, se realizaron protestas en las calles de Lima. En esta segunda marcha donde se recorrieron varios distritos de Lima se calcula que participaron más de diez mil personas.
El 29 de diciembre de 2014, se realizó la tercera marcha en las calles de Lima.
El 16 de enero de 2015, se realizó la cuarta marcha en las calles de Lima y convocó alrededor de 5 mil manifestantes, la manifestación dejó  20 detenidos y 16 policías heridos.

#### Encuesta
| Empresa | Fecha de publicación | A favor | En contra | Indecisos |
| ------- | -------------------- | ------- | --------- | --------- |
| Datum   | 16-ene-2015          | 18%     | 61%       | 21%       |
| IPSOS   | 18-ene-2015          | 21%     | 72%       | 7%        |

### Declaraciones en contra de la ley
La Organización Internacional del Trabajo (OIT) indica que la disminución de beneficios no garantiza la reducción de informalidad.
Los expresidentes Alan García y Alejandro Toledo rechazaron la norma. El economista Pedro Pablo Kuczynski inicialmente se mostró a favor, no obstante luego pidió la derogatoria por considerar que no enfrenta la informalidad. Asimismo, los grupos parlamentarios Fuerza Popular y Concertación Parlamentaria formularon la derogatoria o suspensión de ley, luego de votar a favor de la norma. Mauricio Mulder y Yonhy Lescano, ambos miembros de la comisión de trabajo del Congreso, han criticado duramente la ley. Mulder indicó además que lo que se consigue con la ley no es la formalización, sino la precarización del empleo juvenil.

### Declaraciones a favor de la ley
La primera dama, Nadine Heredia, manifestó su apoyo a la ley del régimen laboral juvenil. La congresista Martha Chávez defendió la ley del régimen laboral juvenil. La congresista Marisol Pérez Tello manifestó que "es necesario flexibilizar el mercado laboral".
Según la Asociación de Exportadores (ÁDEX), dicha ley facilitará el ingreso de jóvenes en el mercado laboral.
Asimismo, la Confederación de Instituciones Empresariales Privadas (Confiep) declaró que la ley no beneficiará a las grandes y medianas empresas, sino más bien a las 2 millones de pequeños empresarios formales.
Por otra parte, la Cámara de Comercio de Lima (CCL) declaró que la iniciativa reduciría la informalidad en la economía.

## Impacto económico
Quienes están en favor de la norma, indican que la ley permitiría el aumento al acceso al crédito a los jóvenes y reduciría los costos no-salariales en un 15%. Según el costo-beneficio del proyecto de ley, unos 263 mil jóvenes podrán acceder a empleos formales durante los 5 años de duración.
Quienes están en contra de la misma, indican que se precariza el empleo juvenil y no se promueve la formalización.

## Otros proyectos
Debido al rechazo a la Ley laboral juvenil los grupos parlamentarios propusieron desde la derogatoria, la suspensión, la modificación hasta la demanda de inconstitucionalidad. La presidenta del congreso, Ana María Solórzano, anunció la convocatoria de la comisión permanente para el 28 de enero de 2015 para debatir la ley. El 23 de enero, el presidente de la República, Ollanta Humala, convocó a una legislatura extraordinaria para debatir, adelantándose la fecha para el 26 de enero. El congreso debatirá los 6 proyectos a la ley laboral juvenil.
| Grupo Parlamentario | Grupo Parlamentario            | Modificación | Suspensión  | Derogatoria |
| ------------------- | ------------------------------ | ------------ | ----------- | ----------- |
|                     | Gana Perú                      |              |             |             |
|                     | Fuerza Popular                 |              |             |             |
|                     | Perú Posible                   |              |             |             |
|                     | PPC-APP                        | No definido  | No definido | No definido |
|                     | Solidaridad Nacional           |              |             |             |
|                     | Concertación Parlamentaria     |              |             |             |
|                     | Acción Popular - Frente Amplio |              |             |             |
|                     | Unión Regional                 | No definido  | No definido | No definido |
|                     | Dignidad y Democracia          |              |             | Sí          |
|                     | Sin bancada                    | No definido  | No definido | No definido |

## Demanda constitucional
El 23 de diciembre, el grupo parlamentario Acción Popular - Frente Amplio presentó la demanda de inconstitucional por considerarla discriminatorio, siendo admitida por el Tribunal Constitucional.

## Derogatoria
El 23 de enero el presidente Ollanta Humala convocó a legislatura extraordinaria para tratar el tema de la ley de promoción del empleo juvenil. La convocatoria se dio en mensaje a la nación. El 26 de enero, finalmente, y luego de las protestas en contra de la ley, observaciones de la OIT y debates en medios de comunicación, el pleno del congreso aprobó la derogación de la ley con 91 votos a favor.
La votación fue la siguiente: De 114 congresistas presentes, a favor votaron 91, en contra votaron 18 y se abstuvieron 5 congresistas. Entre quienes votaron a favor de la derogatoria se encontró la vicepresidenta de la república Marisol Espinoza.
Después de la primera votación, el congreso decidió exonerar la segunda votación, lo que cerró la sesión extraordinaria del congreso.